# Вальдаоне
Вальдаоне (італ. Valdaone) — муніципалітет в Італії, у регіоні Трентіно-Альто-Адідже,  провінція Тренто. Муніципалітет виник у 2015 році внаслідок об'єднання муніципалітетів Берсоне, Даоне і Празо.
Вальдаоне розташована на відстані близько 480 км на північ від Рима, 45 км на захід від Тренто.
Населення — 1194 осіб (2015).

## Демографія
Населення за роками:

Станом на 31 грудня 2014 року в муніципалітеті офіційно проживало 11 іноземців з 5 країн, серед них 1 громадянин країн Євросоюзу.

## Сусідні муніципалітети
- Брегуццо
- Брено
- Вілла-Рендена
- Кастель-Кондіно
- Кондіно
- Лардаро
- Массімено
- Пелуго
- П'єве-ді-Боно
- Преццо
- Ронконе
- Савіоре-делл'Адамелло
- Сп'яццо
- Стрембо
- Чево
- Чето
- Чимего